# William Stuart (évêque)
William Stuart (1755 – 6 mai 1822) est un prélat anglican qui est évêque de St David au Pays de Galles de 1794 à 1800 puis archevêque d'Armagh en Irlande de 1800 à sa mort.

## Famille
Stuart est le fils de John Stuart (3e comte de Bute) (Premier ministre de Grande-Bretagne de 1762 à 1763) et de Mary Wortley-Montagu. A la Tate Gallery de Londres, il est peint comme un jeune homme de 12 ans volant des œufs et des poussins dans un nid d'oiseau.
Il fait ses études au Winchester College et au St John's College, à Cambridge.
Le 3 mai 1796, il épouse Sophia Penn, fille de Thomas Penn, et ils ont trois enfants .
- Mary Juliana Stuart (décédée le 11 juillet 1866) épouse Thomas Knox (2e comte de Ranfurly).
- William Stuart (1798-1874) (né le 31 octobre 1798 - décédé le 7 juillet 1874) épouse d'abord Henrietta Mariah Sarah, fille de l'amiral Sir Charles Pole, 1er baronnet, et en secondes noces Georgiana, fille du général Frederick Nathaniel Walker.
- Henry Stuart (né en 1804 - décédé le 26 octobre 1854 à Kempston, Bedfordshire)[4]

## Ministère épiscopal
En 1793, il est nommé chanoine de quatrième stalle de la Chapelle Saint-Georges de Windsor, poste qu'il occupa jusqu'en 1800.
Il est consacré évêque de St David le 12 janvier 1794. Six ans plus tard, il est nommé archevêque d'Armagh le 30 octobre 1800 et nommé par lettres patentes le 22 novembre 1800.

## Mort
Il meurt à Londres  le 6 mai 1822, à l'âge de 67 ans, après avoir accidentellement pris un médicament inapproprié,.
Il est enterré au siège de sa famille, à Luton Hoo dans le Bedfordshire.
Dans Cathédrale anglicane Saint-Patrick d'Armagh, se trouve une figure de marbre de l'archevêque dans une attitude de prière, sculptée par Francis Leggatt Chantrey. En dessous se trouve l'inscription latine suivante:
MS / Révérendissimi in Christo patris / GULIELMI STUART, ST P. / per annos xxii hujusce Ecclesiæ / Archiepiscopi. / Monument monument / Clerici Armachani / pio functi munere / posuerunt. / Obiit anno salutis MDCCCXXII / Ætat. Suæ Ixviii. 
À la mémoire sacrée du très révérend père en Christ, William Stuart STP , archevêque de cette église pendant 22 ans. Le clergé d'Armagh, faisant une offrande pieuse, a placé ce monument. Il mourut l'année de grâce 1822, à l'âge de 68 ans.